# 前730年代
| 千纪： | 前1千纪 |
| 世纪： | 前9世纪 \| 前8世纪 \| 前7世纪                                                                              |
| 年代： | 前760年代 \| 前750年代 \| 前740年代 \| 前730年代 \| 前720年代 \| 前710年代 \| 前700年代                    |
| 年份： | 前739年 \| 前738年 \| 前737年 \| 前736年 \| 前735年 \| 前734年 \| 前733年 \| 前732年 \| 前731年 \| 前730年 |

## 重要事件及趋势
晋国曲沃之乱开始，前745年晋昭侯把曲沃（在今中国山西省曲沃县）封给其叔成师。前739年晋大臣潘父弑杀了晋昭侯，迎立曲沃桓叔。晋人发兵攻桓叔，桓叔退回曲沃。晋人共立昭侯子公子平为晋孝侯。

## 逝世
- 前738年：米拿現
- 前736年：比加轄、約坦
- 前732年：比加
- 前731年：齊莊公 (購)、曲沃桓叔

## 重要人物
- 晉昭侯姬伯，春秋時期諸侯國晉國的國君，晉文侯之子，晉國第十二任君主。